# Índice de explosividad volcánica

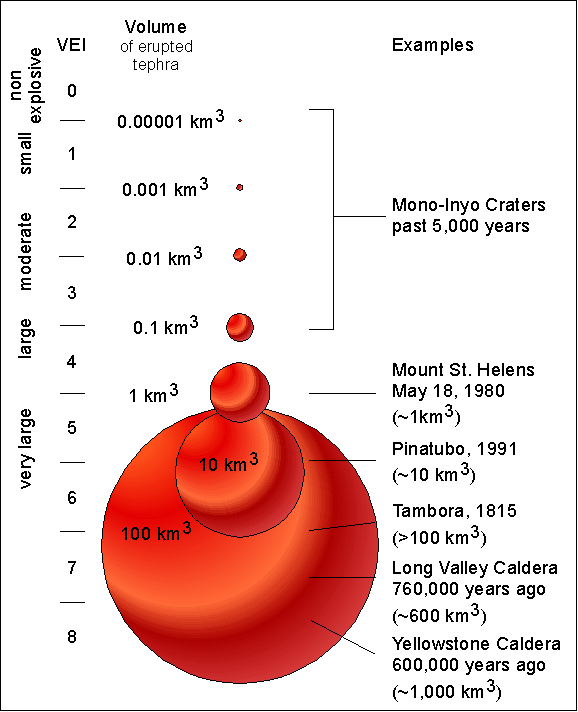
Los diferentes grados del índice, graficados en relación al material expulsado (en km³).

El Índice de Explosividad Volcánica (IEV) es una escala de 8 grados con la que los vulcanólogos miden la magnitud de una erupción volcánica. El índice es el producto de la combinación de varios factores medibles o apreciables de la actividad volcánica. Por ejemplo, se considera el volumen total de los productos expulsados por el volcán (lava, piroclastos, ceniza volcánica), altura alcanzada por la nube eruptiva, duración de erupción, inyección troposférica y estratosférica de productos expulsados, y algunos otros factores sintomáticos del nivel de explosividad.

## Clasificación
Los científicos indican la magnitud de las erupciones volcánicas con el IEV. Registra la cantidad de material volcánico expulsada, la altitud que alcanza la erupción, y cuánto tiempo dura. La escala va de 0 a 8. Un aumento de 1 indica una erupción 10 veces más potente. un aumento de 2 es 100 veces más potente
| IEV | Volumen de material arrojado | Clasificación | Descripción           | Altura       | Frecuencia            |
| IEV | Volumen de material arrojado | Ejemplos | Ejemplos              | Ejemplos     | Ejemplos              |
| --- | ---------------------------- | --- | --------------------- | ------------ | --------------------- |
| 0   | < 10 000 m³                  | Erupción hawaiana | Efusiva, no explosiva | < 100 m      | Continua              |
| 0   | < 10 000 m³                  | Monte Erebus (1963), Kīlauea (1977), Mauna Loa (1984), Pico Mawson (2006), Pitón de la Fournaise (2017), Erta Ale (2018)                                     |                       |              |                       |
| 1   | > 10 000 m³                  | Estromboliana | Ligera                | 100 m – 1 km | Diaria                |
| 1   | > 10 000 m³                  | Estromboli (desde épocas Romanas), Nyiragongo (2002), Masaya (2008)                                                                                          |                       |              |                       |
| 2   | > 1 000 000 m³               | Estromboliana / Vulcaniana | Explosiva             | 1–5 km       | Quincenal             |
| 2   | > 1 000 000 m³               | Unzen (1792), Galeras (1993), Sinabung (2010), Whakaari/White (2019)                                                                                         |                       |              |                       |
| 3   | > 10 000 000 m³              | Vulcaniana / Peleana | Violenta              | 5–15 km      | Cada 3 meses          |
| 3   | > 10 000 000 m³              | Nevado del Ruiz (1985), Soufrière Hills (1995), Pichincha (1999), Tungurahua (2006), Ontake (2014), Volcán de Tajogaite (2021)                               |                       |              |                       |
| 4   | > 0,1 km³                    | Peleana / Subpliniana | Catastrófica          | > 10 km      | Cada 18 meses         |
| 4   | > 0,1 km³                    | Pelée (1902), Paricutín (1943), Popocatépetl (2001), Reventador (2002), Eyjafjallajökull (2010), Calbuco (2015), Volcán de Fuego (2018), La Soufrière (2021) |                       |              |                       |
| 5   | > 1 km³                      | Pliniana | Cataclísmica          | > 15 km      | Cada 12 años          |
| 5   | > 1 km³                      | Vesubio (79), Fuji (1707), Colima (1913), Santa Helena (1980), El Chichón (1982), Hudson (1991), Chaitén (2008), Puyehue (2011) Hunga Tonga (2022)           |                       |              |                       |
| 6   | > 10 km³                     | Pliniana / Ultrapliniana | Colosal               | > 20 km      | Entre 50 a 100 años   |
| 6   | > 10 km³                     | Ilopango (c. 450), Huaynaputina (1600), Laki (1783), Desconocido (1808), Krakatoa (1883), Santa María (1902), Novarupta (1912), Pinatubo (1991)              |                       |              |                       |
| 7   | > 100 km³                    | Ultrapliniana | Supercolosal          | > 20 km      | Entre 500 a 1000 años |
| 7   | > 100 km³                    | Cerro Blanco (c. 2300 a. C.), Santorini (1610 a. C.), Paektu (946), Rinjani (1257), Tambora (1815)                                                           |                       |              |                       |
| 8   | > 1000 km³                   | Ultrapliniana | Apocalíptica          | > 25 km      | Cada 50.000 años      |
| 8   | > 1000 km³                   | Yellowstone (640.000 a. C.), Toba (73.000 a. C.), Taupo (26.500 a. C.)                                                                                       |                       |              |                       |